# Ammothea dorsiplicata
Ammothea dorsiplicata är en havsspindelart som först beskrevs av Hilton, W.A. 1942.  Ammothea dorsiplicata ingår i släktet Ammothea och familjen Ammotheidae. Inga underarter finns listade i Catalogue of Life.